# Douglas Croft
Douglas Croft, nato Douglas Malcom Wheatcroft (Seattle, 12 agosto 1926 – Los Angeles, 24 ottobre 1963), è stato un attore statunitense.

## Biografia
Nato a Seattle, visse con la madre a Los Angeles nei primi anni '40, quando già si avvicinò al mondo del cinema con il nome d'arte Douglas Croft. 
Il suo primo ruolo è stato nel film Echi di gioventù (1941), mentre l'anno seguente ha avuto una piccola parte nel film Delitti senza castigo. Un ruolo importante lo ha avuto nel film del 1942 Not a Ladies' Man diretto da Lew Landers.
Nel film Ribalta di gloria interpreta il personaggio di George M. Cohan quando aveva tredici anni. Sempre nel 1942 recita ne L'idolo delle folle, nei panni di Lou Gehrig da ragazzo; mentre in Mia moglie ha sempre ragione interpreta Raymond. 
Croft è stato il primo attore a interpretare il personaggio dei fumetti Dick Grayson/Robin in un film, facendolo nel serial cinematografico Batman in 15 capitoli nel 1943. All'epoca l'attore aveva sedici anni.
Ha prestato servizio nelle forze armate statunitensi durante la seconda guerra mondiale.
Nel 1947 rimase gravemente ferito in un incidente motociclistico. Il suo ultimo ruolo cinematografico risale allo stesso anno ed è un piccolo ruolo nel film Pugno di ferro.
Morì nel 1963 a soli 37 anni a causa di un'intossicazione da alcol e epatopatia.

## Filmografia
- Echi di gioventù (Remember the Day), regia di Henry King (1941)
- Delitti senza castigo (Kings Row), regia di Sam Wood (1942)
- Not a Ladies' Man, regia di Lew Landers (1942)
- Ribalta di gloria (Yankee Doodle Dandy), regia di Michael Curtiz (1942)
- Flight Lieutenant, regia di Sidney Salkow (1942) - non accreditato
- L'idolo delle folle (The Pride of the Yankees), regia di Sam Wood (1942)
- Mia moglie ha sempre ragione (George Washington Slept Here), regia di William Keighley (1942)
- Harrigan's Kid, regia di Charles Reisner (1943)
- Presenting Lily Mars, regia di Norman Taurog (1943)
- Batman, regia di Lambert Hillyer (1943) - serial
- River Gang, regia di Charles David (1945)
- Pugno di ferro (Killer McCoy), regia di Roy Rowland (1947)